# Hieronymous Cruse
Hieronymous Cruse (ook wel Jeronimus Croase) was een Nederlandse verkenner en soldaat voor de Vereenigde Oostindische Compagnie (VOC) en was actief in de Kaapkolonie,  het huidige Zuid-Afrika.
Cruse kreeg de opdracht om de binnenlanden van Zuid-Afrika te verkennen, aangezien bij eerdere verkenningen met name de kustgebieden werden verkend. Hij kreeg bij deze verkenningen onder andere inlichtingen van de plaatselijke stammen, die voor hem zeer waardevol waren. Zijn eerste expeditie vond plaats in 1663. Hierbij maakte hij deel uit van een groep onder Jonas de la Guerre en zij hadden als doel een route over land te vinden naar de Oranjerivier. Deze expeditie mislukte. In 1667 ontdekte Cruse bij een expeditie de Gouritsrivier. Het jaar erop ontdekte Cruse als eerste Europeaan een route van de Tafelbaai naar de Mosselbaai om vervolgens in de Outeniquabergen aan te belanden. Alhier trof hij de stam Attakwa aan.
Als sergeant was Cruse onder andere belast met de verdediging van de commandopost bij de Saldanhabaai. In 1670 werd deze aangevallen door Franse troepen. Hierbij werd Cruse gevangengenomen, maar kwam korte tijd later vrij. Drie jaar later werd Cruse naar een groep burgers gestuurd die werden aangevallen door de stam Gonnema. Zijn hulp kwam te laat, maar bij een aanval vluchtten de stamleden direct. Cruse werd later bevorderd tot luitenant, maakte deel uit van de beleidsraad en werd benoemd tot lid van het hooggerechtshof van de Kaapkolonie, onder Hendrik Adriaan van Reede tot Drakestein.
Hieronymous Cruse overleed op 20 juni 1687 aan een onbekende ziekte.